# Nazionale maschile di calcio a 5 del Giappone
La nazionale di calcio a 5 del Giappone è, in senso generale, una qualsiasi delle selezioni nazionali di Calcio a 5 della Federazione calcistica del Giappone che rappresentano il Giappone nelle varie competizioni ufficiali o amichevoli riservate a squadre nazionali.
Questa squadra nazionale è considerata sicuramente tra le migliori formazioni d'Asia e quella con una storia internazionale più lunga: il Giappone ha infatti disputato tutte e tre le prime edizioni del campionato mondiale sotto l'egida della FIFUSA, peraltro vincendo proprio all'esordio per 2-0 ai danni dell'Italia. Le tre spedizioni iridate non hanno comunque portato molto successo alla nazionale del sol levante, che in tutti e tre i casi è stata eliminata al primo turno.
Con l'avvento della FIFA, la squadra giapponese ha partecipato al mondiale del 1989 in Olanda, venendo però esclusa al primo turno per mano di Belgio e Argentina. Tre anni più tardi per la prima volta la squadra giapponese rimane non qualificata, a beneficio di Cina e Iran. L'esclusione si ripete quattro anni dopo alla vigilia del mondiale spagnolo, quando Cina, Malesia e Iran sopravanzano i giapponesi lasciandoli fuori dalla fase finale.
Nel 1999 intanto la Asian Football Confederation indice la prima rassegna continentale per squadre nazionali, con cadenza annuale. Nella prima edizione in Malaysia il Giappone giunge quarto battuto la Kazakistan ai calci di rigore. L'anno successivo il Giappone non migliora la sua posizione, questa volta è la Thailandia padrona di casa che vince la finale per il 3º e 4º posto per 8-6, questa sconfitta brucia e molto perché questa edizione assegna i posti per il mondiale guatemalteco, il Giappone quarto non si qualifica.
Nel 2001 in Iran, la musica non cambia molto: una nuova sconfitta nella finale per il terzo posto a favore della Corea del Sud relega i giapponesi di nuovo al quarto posto. Toccati questi minimi storici, la selezione nipponica si rivaluta notevolmente e nelle successive quattro edizioni si dimostra la più fiera rivale dell'Iran a cui contende la coppa con sempre minore scarto. L'edizione 2004 nelle Filippine segna anche una nuova qualificazione al mondiale previsto a Taiwan dove i giapponesi però usciranno al primo turno dopo aver raccolto solo un punto per il pareggio con gli Stati Uniti.
Nel 2006 infine, dopo quattro finali perse, il Giappone finalmente vince la sua prima e per ora unica rassegna continentale: in Uzbekistan i nipponici battono i padroni di casa per 5-1 laureandosi campioni d'Asia. L'anno successivo tra le mura amiche però è di nuovo l'Iran a battere i giapponesi in finale per 4-1 riprendendosi l'alloro continentale.

## Commissari tecnici
- 1989 - 1992:  Masakatsu Miyamoto
- 1992 - 1996:  Shigemitsu Sudo
- 1996 - 2000  Ademaru Pereira Marinyo
- 2001:  Kimura e Segretario
- 2001 - 2003:  Harada gestione del personale
- 2003 - 2008:  Sergio Sappo
- 2009 - 2016:  Miguel Rodrigo
- 2016 - 2021:  Bruno Garcia Formoso

## Palmarès

### Campionati mondiali
Cinque partecipazioni mondiali fanno del Giappone la nazionale asiatica più presente in assoluto, precedendo l'Iran, nonostante questa buona presenza il Giappone non è mai andato oltre il primo turno.

### Campionati asiatici
Quattro vittorie e sei secondi posti fanno del Giappone la seconda nazionale asiatica per titoli continentali dietro all'Iran, assieme a quest'ultimo è anche stata presente a tutte e sedici le fasi finali sinora disputate.

## Risultati nelle competizioni internazionali

### Maschili

#### Mondiali FIFUSA
- 1982 - Primo turno
- 1985 - Primo turno
- 1988 - Primo turno

#### FIFA Futsal World Championship
- 1989 - Primo turno
- 1992 - Non qualificata
- 1996 - Non qualificata
- 2000 - Non qualificata
- 2004 - Primo turno
- 2008 - Primo turno
- 2012 - Ottavi di finale
- 2016 - Non qualificata
- 2021 - Ottavi di finale

#### AFC Futsal Championship
- 1999 - Quarto posto
- 2000 - Quarto posto
- 2001 - Quarto posto
- 2002 -  Secondo posto
- 2003 -  Secondo posto
- 2004 -  Secondo posto
- 2005 -  Secondo posto
- 2006 -  Campione d'Asia
- 2007 -  Secondo posto
- 2008 -  Terzo posto
- 2010 -  Terzo posto
- 2012 -  Campione d'Asia
- 2014 -  Campione d'Asia
- 2016 - Settimo posto
- 2018 -  Secondo posto
- 2022 -  Campione d'Asia

### Femminili

#### Giochi asiatici indoor
- 2007 - Campione
- 2009 - Campione

## Rosa attuale
Aggiornata ai campionati del mondo 2012

Allenatore:  Miguel Rodrigo
| N. | Pos. | Giocatore          | Data nascita (età)         | Pres. | Reti | Squadra         |
| -- | ---- | ------------------ | -------------------------- | ----- | ---- | --------------- |
| 1  | P    | Hisamitsu Kawahara | 24 novembre 1978 (33 anni) |       |      | Nagoya Oceans   |
| 2  | P    | Jun Fujiwara       | 23 novembre 1982 (29 anni) |       |      | Bardral Urayasu |
| 3  | D    | Wataru Kitahara    | 2 agosto 1982 (30 anni)    |       |      | Nagoya Oceans   |
| 4  | D    | Yusuke Komiyama    | 22 dicembre 1979 (32 anni) |       |      | Bardral Urayasu |
| 5  | D    | Tetsuya Murakami   | 8 agosto 1967 (45 anni)    |       |      | Shriker Osaka   |
| 6  | I    | Nobuya Osodo       | 28 giugno 1983 (29 anni)   |       |      | Vasagey Oita    |
| 7  | I    | Kaoru Morioka      | 7 aprile 1979 (33 anni)    |       |      | Nagoya Oceans   |
| 8  | PV   | Kensuke Takahashi  | 8 maggio 1982 (30 anni)    |       |      | Bardral Urayasu |
| 9  | PV   | Shota Hoshi        | 17 novembre 1985 (26 anni) |       |      | Bardral Urayasu |
| 10 | I    | Kenichiro Kogure   | 11 novembre 1979 (32 anni) |       |      | Nagoya Oceans   |
| 11 | PV   | Kazu Miura         | 26 febbraio 1967 (45 anni) |       |      | Yokohama FC     |
| 12 | P    | Toru Fukimbara     | 18 ottobre 1982 (30 anni)  |       |      | Deução Kobe     |
| 13 | I    | Katsutoshi Henmi   | 30 luglio 1992 (20 anni)   |       |      | Nagoya Oceans   |
| 14 | I    | Kotaro Inaba       | 22 dicembre 1982 (29 anni) |       |      | Bardral Urayasu |